# Selangor-Langur

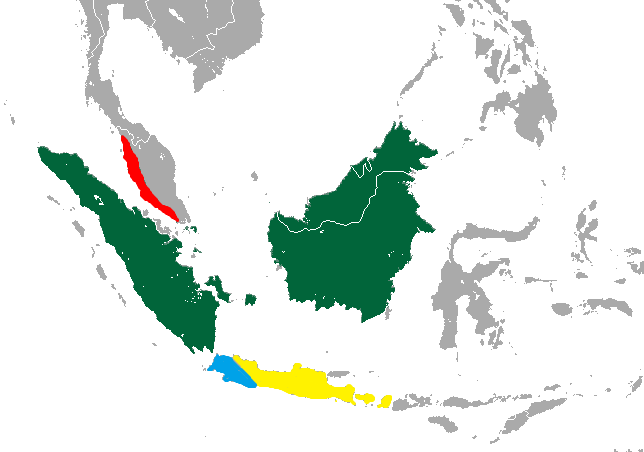
Selangor-Langur
Silberner Haubenlangur
Schwarzer Haubenlangur
Westlicher Haubenlangur

Der Selangor-Langur (Trachypithecus selangorensis) ist eine Primatenart aus der Gruppe der Schlankaffen (Presbytini), der an der Westküste der Malaiischen Halbinsel in den malayischen Bundesstaaten Kedah, Perak, Selangor, Negeri Sembilan, Malakka und im Südwesten von Johor vorkommt.

## Merkmale
Der Selangor-Langur erreicht eine Kopf-Rumpf-Länge von etwa 49 cm (Weibchen) und 50,6 bis 53,5 cm (Männchen) sowie eine Schwanzlänge von 68 cm (Weibchen) und 70,4 bis 82,3 cm (Männchen). Sein Fell ist einheitlich dunkelgrau, das Gesicht, sowie die nackten Hand- und Fußflächen sind schwarz. Farbig abgesetzte Augenringe sind nur andeutungsweise vorhanden. Neugeborene Selangor-Languren haben ein orangefarbenes Fell und weißliche Gesichtshaut, Hände und Füße.

## Lebensweise
Der Selangor-Langur bewohnt vor allem Regenwälder entlang von Flüssen und Mangrovenwälder, hin und wieder auch Plantagen und kommt dort sympatrisch mit dem Südlichen Brillenlangur (T. obscurus), dem Bindenlangur (Presbytis femoralis) und dem Weißschenkligen Langur (Presbytis siamensis) vor. Er lebt in Gruppen mit einem Männchen und vielen Weibchen, die aus 11 bis 38 Einzeltieren bestehen, oder in kleineren Gruppen, die sich nur aus männlichen Tieren zusammensetzen. Auch einzelne Männchen wurden beobachtet. Selangor-Languren sind relativ standorttreu und bewegen sich am Tag nur über Entfernungen von 200 bis 500 Metern, üblicherweise von einem Männchen angeführt. Die Reviergröße liegt bei 20 bis 43 ha. Blätter machen etwa 90 % seiner Nahrung aus, daneben werden Früchte, Samen, Blüten und junge Triebe verspeist.

## Gefährdung
Der Selangor-Langur wird von der International Union for Conservation of Nature and Natural Resources (IUCN) nicht gelistet. Hauptgefährdung der Art sind Abholzung und Waldbrände.